# Robin de Jesús
Robin de Jesús (Norwalk, 21 agosto 1984) è un attore statunitense, attivo in campo teatrale, televisivo e cinematografico.

## Biografia
Dopo un primo importante ruolo principale in Diventeranno famosi, de Jesús si è occupato prevalentemente di teatro, recitando a Broadway e nel resto degli Stati Uniti in numerose opere di prosa e musical. Nel 2005 fece il suo debutto a Broadway nel musical Premio Pulitzer Rent, a cui seguì In the Heights nel 2008; per la sua interpretazione del ruolo di Sonny fu candidato al Tony Award al miglior attore non protagonista in un musical e vinse uno speciale Drama Desk Award insieme al resto del cast. Nel 2010 recitò nuovamente a Broadway nel musical La cage aux folles, in cui interpretava l'esuberante maggiordomo Jacob in una performance che gli valse una seconda nomination al Tony Award al migliore attore non protagonista in un musical.
Nel 2012 interpretò il ruolo dell'eponimo protagonista nel musical di Sandy Wilson Aladdin a St. Louise, mentre dal 2014 al 2016 tornò a recitare a Broadway nel musical Wicked, in cui interpretava Boq. Nel 2018 fu diretto da Joe Mantello nell'allestimento di Broadway per i cinquant'anni del dramma The Boys in the Band, che annoverava nel cast anche Jim Parsons, Matt Bomer, Zachary Quinto ed Andrew Rannells. Per la sua interpretazione nel ruolo di Emory ha ricevuto una nomination al Tony Award al miglior attore non protagonista in un'opera teatrale.
Robin de Jesús è dichiaratamente gay.

## Filmografia

### Cinema
- Diventeranno famosi (Camp), regia di Todd Graff (2003)
- Gun Hill Road, regia di Rashaad Ernesto Green (2011)
- The Boys in the Band, regia di Joe Mantello (2020)
- Tick, Tick... Boom!, regia di Lin-Manuel Miranda (2021)

### Televisione
- How to Make It in America - serie TV, 1 episodio (2010)
- Law & Order - Unità vittime speciali - serie TV, 5 episodi (2012-2016)

## Riconoscimenti
- Tony Award
  - 2008 – Candidatura per il miglior attore protagonista in un musical per In the Heights
  - 2010 – Candidatura per il miglior attore protagonista in un musical per La Cage aux Folles
  - 2019 – Candidatura per il miglior attore non protagonista in un'opera teatrale per The Boys in the Band

## Doppiatori italiani
- Davide Perino in Diventeranno famosi, The Boys in the Band, Tick, Tick... Boom!